# Nephotettix sympatricus
Nephotettix sympatricus är en insektsart som beskrevs av Ghauri 1971. Nephotettix sympatricus ingår i släktet Nephotettix och familjen dvärgstritar. Inga underarter finns listade i Catalogue of Life.